# Турецький фонтан
Туре́цький фонта́н (інші назви – Турецьке джерело, Султанське джерело, Султанський фонтан) — гідрологічна пам'ятка природи місцевого значення і штучне джерело води в Україні. Розташована в місті Миколаїв, у місцевості Сухий Фонтан, на вул. Спортивній, 7.
Статус гідрологічної пам'ятки природи присвоєно згідно з рішенням Миколаївської обласної ради від 23.10.1984 року № 448. Перебуває у віданні Миколаївського яхт-клубу.

## Історія
Фонтан споруджений за часів заснування міста (приблизно 1789–1790 рік) в Спаському урочищі біля палацу князя Г. О. Потьомкіна, для якого той був споруджений за планом архітектора І. Є. Старова. Вода до фонтану підводилася від Спаського джерела трубою. Потьомкін виявляв про нього особливу турботу і хотів «прикрасити ще краще».
При перебудові палацу Потьомкіна в 1843–1849 роках і наданні йому «мавританського» виду, фонтан був також відреставрований та виконаний у «турецькому стилі» (із зображенням «чалми» у верхній частині). З цієї причини у народі фонтан отримав зазначені вище варіанти назв. Фонтан практично не перебудовувався з моменту будівництва, проте зазнав багатьох переробок.
Під час постійних перебудов та благоустрою території Миколаївського яхт-клубу навколо фонтану змінився рівень ґрунту. Під кількома шарами асфальту та великої кількості непотрібної землі була прихована майже вся нижня частина споруди (прибизно півметра).
Біля 1926 року фонтан пережив серйозну реконструкцію. Взимку 1919–1920 років будівлю палацу спалили анархісти, а потім вона була розібрана на дрова. Дерева біля палацу також були вирубані. Ймовірно, тоді ж і було розібрано основну частину фонтану. При реконструкції на пам'ятник було вміщено напис «1926».
Наприкінці 1940-х років фонтан було перебудовано. У верхній частині були укладені дві рейки, на них виконана забутовка на цементному розчині.
У 1960-х роках до фонтану було прироблено огорожу із труб, які прикріпили до лицьового боку фонтану. Згодом огорожа була виламана невідомими, залишивши на фонтані кілька великих вибоїн, які були просто закладені шматками червоної цеглини. У той же час на фонтані з'явилася табличка з написом «1792», що кріпилася цементним розчином та болтами.
Труби джерела, з якого після реконструкції почала текти вже не джерельна, а водопровідна вода, не прочищалися, що призвело до значного погіршення її якості.
2004 року вода з фонтану текти перестала. За словами краєзнавця Андрія Шинкаренка, причиною відсутності води було встановлення лічильника на водопроводі і оскільки за нього ніхто не платив, воду просто перекрили.
У 2016 році споруду реконструйовано. Було видалено зайвий ґрунт, очищено прилеглу територію. Виконано роботи з очищення від старої штукатурки підпірної стіни сходів та її відновлення. Викладено нові стовпи перил огорожі та виконано роботи з монтажу балясини та самих перил. Відновлено чашу фонтану. Встановлено гранітні сходи та парапет, майданчик перед фонтаном покритий плиткою з базальту, у фонтан запущена джерельна вода.
Роботи з відновлення фонтану виконані за рахунок та силами підприємства «Техстрой-99» яхтсмена Гургена Григоровича Григор'яна. У роботах брали участь скульптори Микола Михайлович Яроцький та Сергій Миколайович Маломан, будівельники Володимир Миколайович Расторгуєв, Олексій Володимирович Погановський та Андрій Андрійович Грицуля.

## Легенди

### Поки є вода у фонтані – на верфях будуватимуть судна
Існує повір'я, що доки з фонтану можна напитися – на верфях Миколаєва будуватимуть судна.
Легенда пов'язана з тим, що довгий час фонтаном займався особисто директор Чорноморського суднобудівного заводу 1979–1993 років, Юрій Іванович Макаров. Після його смерті в 2002 році джерело занепало, а в 2004 році в ньому і зовсім перестала текти вода. Приблизно в ті ж роки для суднобудування в Миколаєві настали складні часи.

### Відвідування джерела Карлом XII та Іваном Мазепою
Існує легенда про те, що біля джерела відпочивали Карл XII та Іван Мазепа після Полтавської битви. Однак це залишається лише легендою, оскільки в ті часи фонтану взагалі не існувало.

## Опис
Виконаний у мавританському стилі. Розмір чаші – 1,20х1,20 метра. Глибина від верху парапетної частини фонтану – 1 метр. Сходи та парапет виконані з граніту, майданчик перед фонтатом покритий плиткою з базальту.
Площа гідрологічної пам'ятки природи – 0,01 га. 

## Галерея

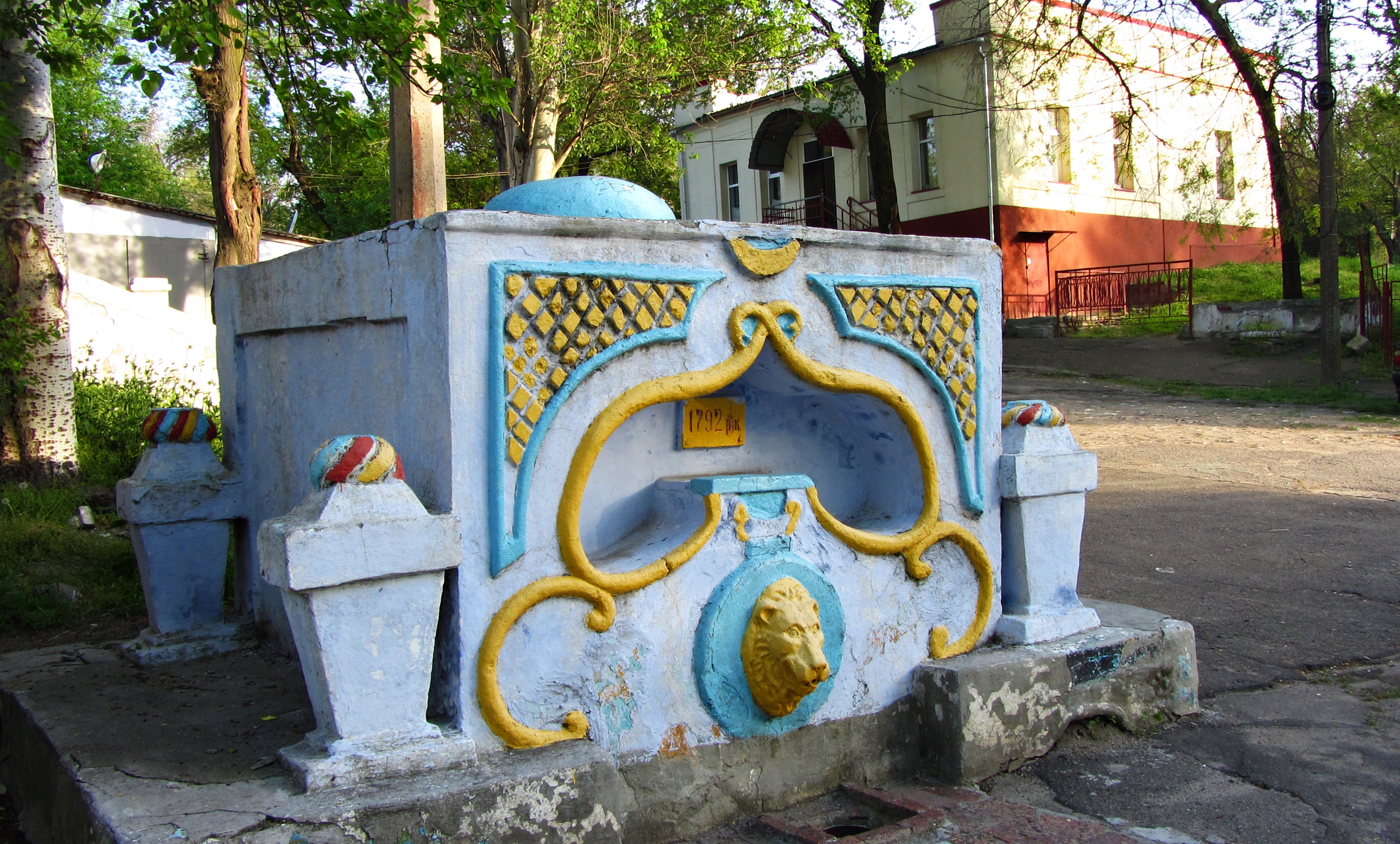
Турецький фонтан до реконструції
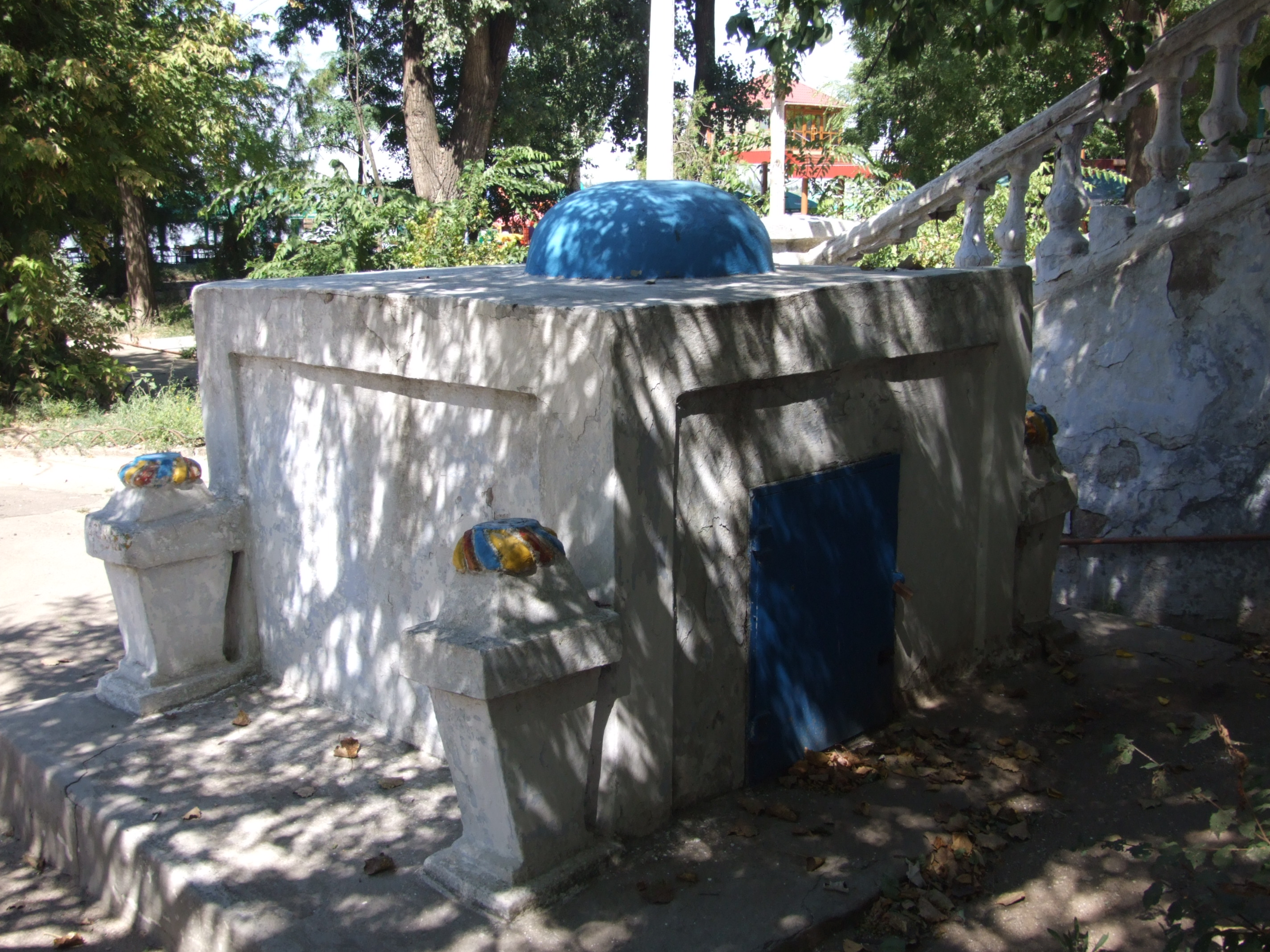
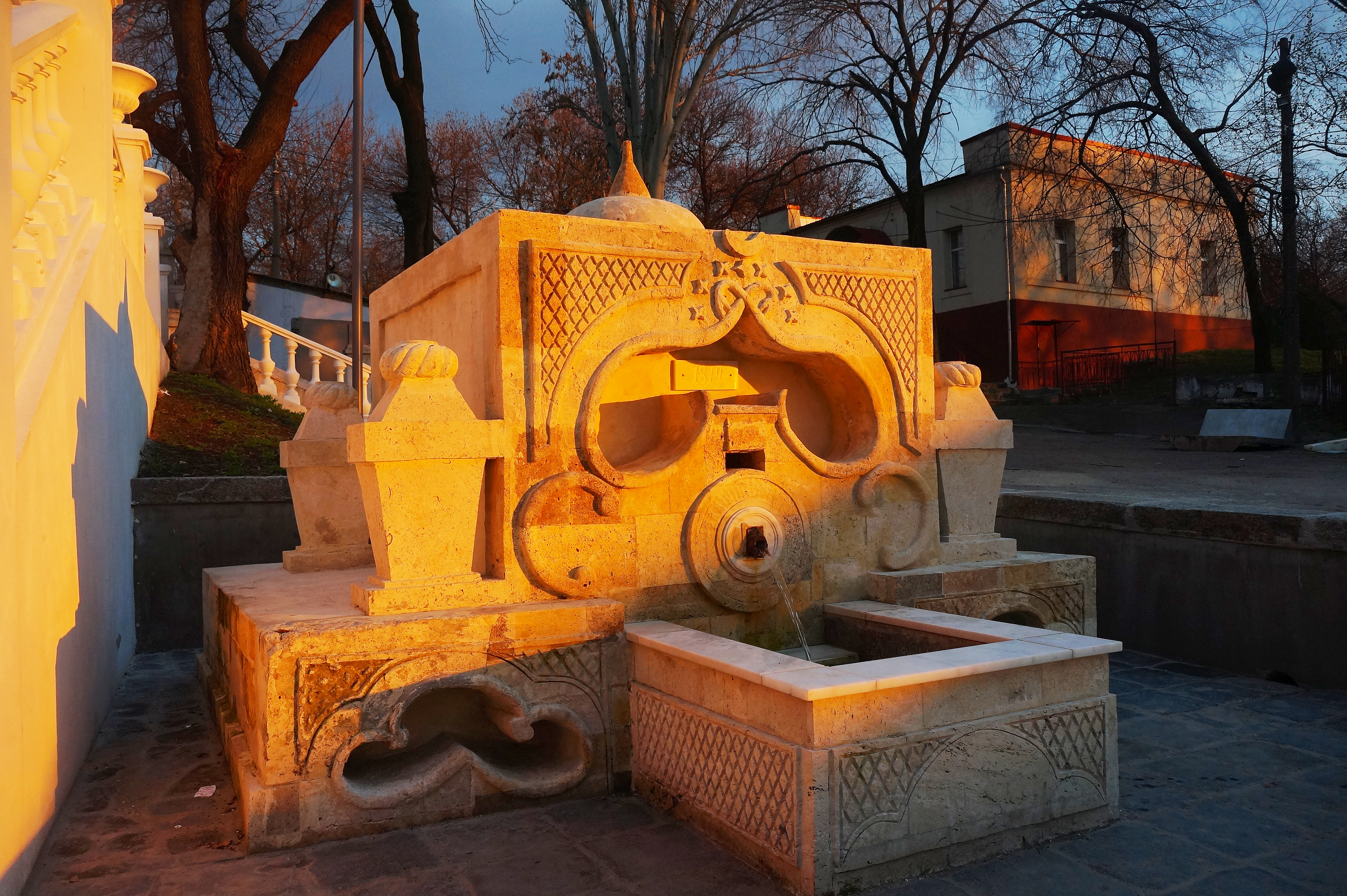
Турецький фонтан після реконструції
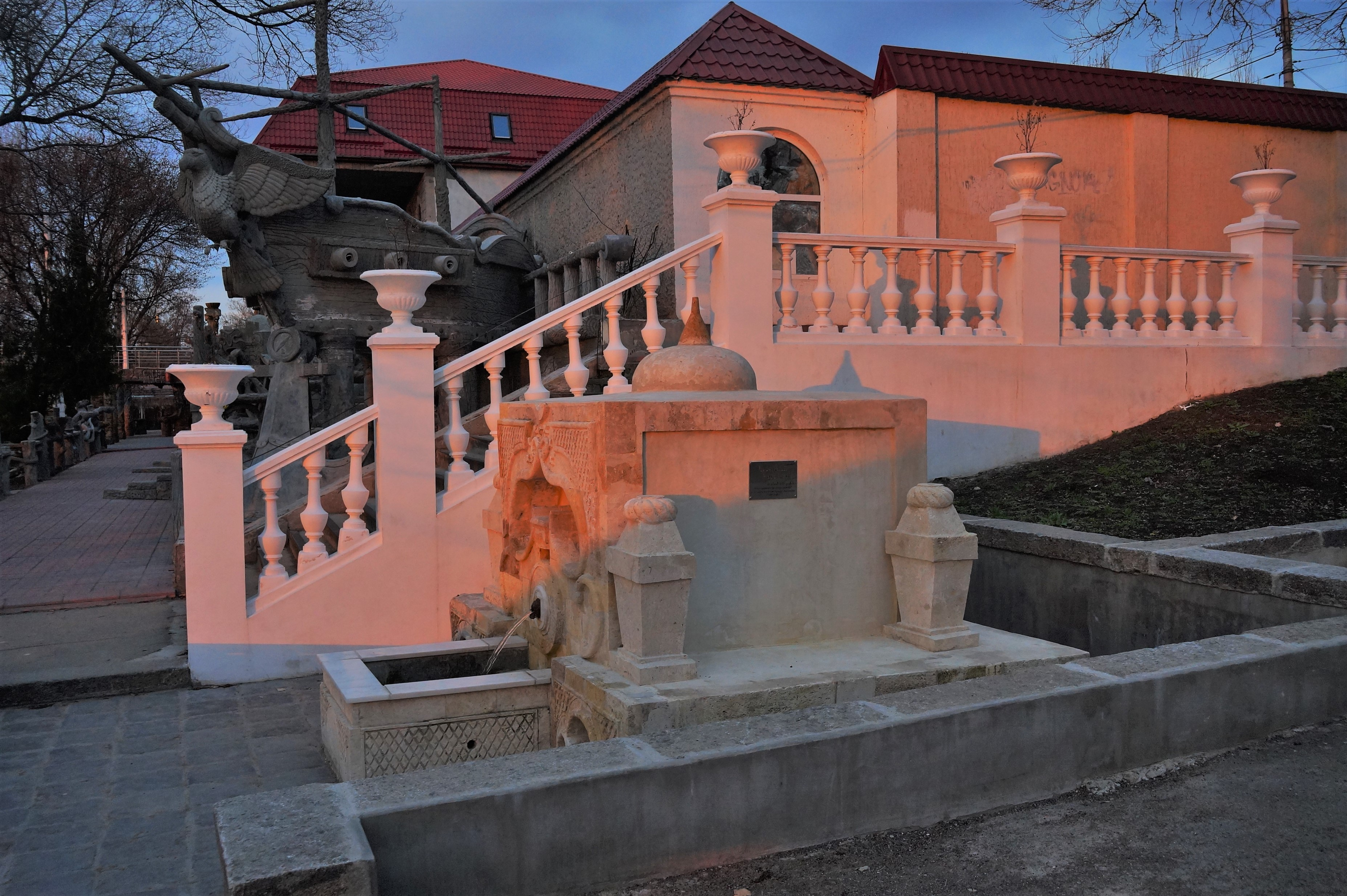
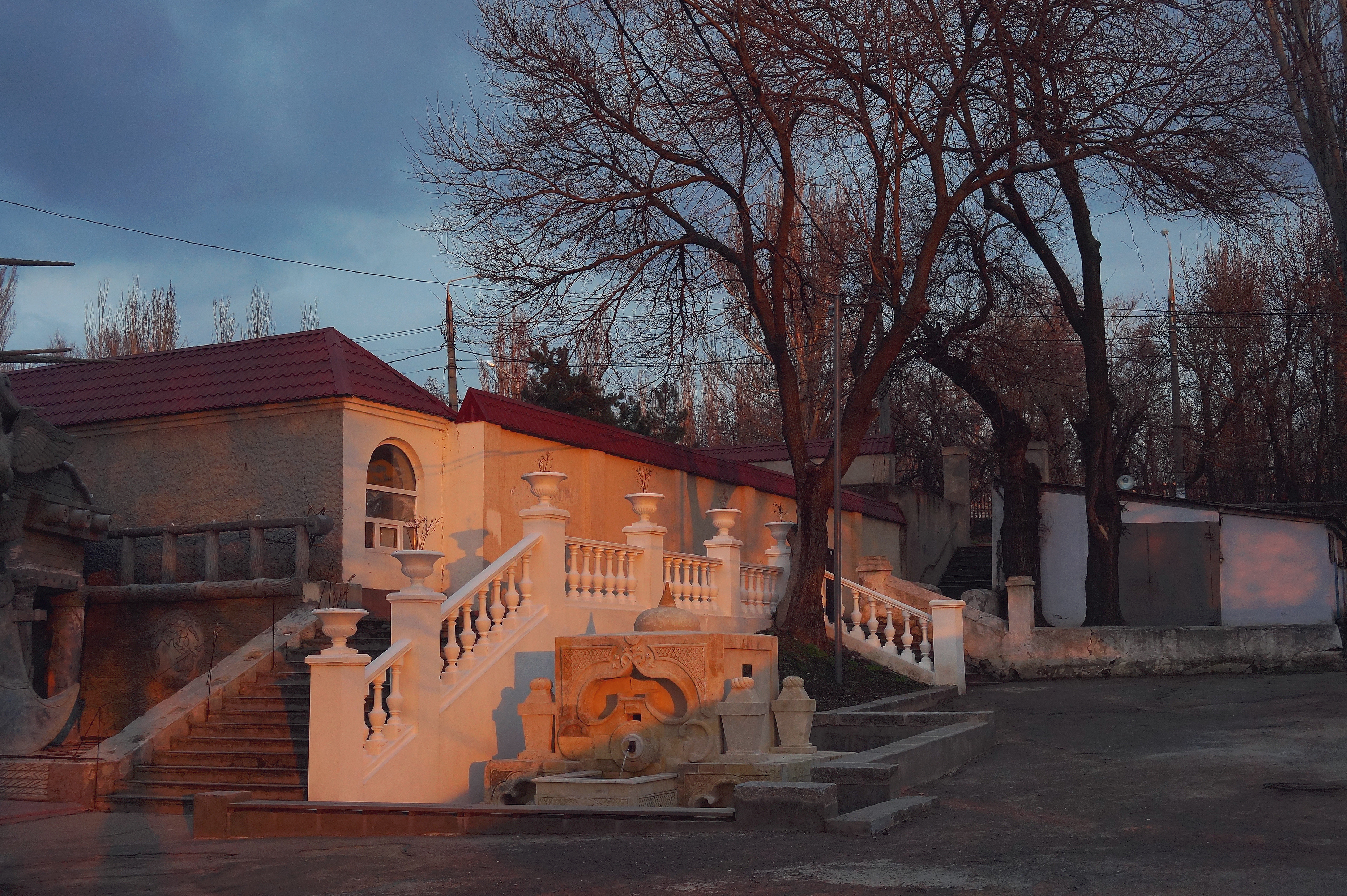